# China (Kagoshima)
China (知名町?, China-chō, pronuncia IPA: tɕina) è una cittadina giapponese della Sottoprefettura di Ōshima, che fa parte della prefettura di Kagoshima. È una delle due municipalità in cui si divide Okinoerabujima, una delle isole Amami, situate nell'estremo sud del paese e nella parte centro settentrionale dell'arcipelago delle Ryūkyū. Insieme all'altra cittadina dell'isola, Wadomari, e ad altre municipalità delle Amami forma il Distretto di Ōshima.
A tutto il 1º luglio 2012, China aveva 6.633 abitanti distribuiti su una superficie di 53,31 km², per una densità di 124,42 ab./km².

## Storia
Il preesistente stanziamento ottenne lo status di villaggio nel 1888. Divenne una cittadina nel 1946, durante l'occupazione del Giappone da parte degli Alleati della seconda guerra mondiale.

## Geografia fisica
A 5 minuti di autobus dal porto si trova Yakomo, descritta da NHK come una delle più belle spiagge dell'isola. Altre attrazioni naturali sono la spiaggia di Ushishi (ウシシ海岸) ed il Capo Tamina (田皆岬). Nel 1963 sono state scoperte e parzialmente aperte al pubblico le grotte di Shōryū (昇竜洞), il cui sviluppo totale è di 3.500 metri.

## Infrastrutture e trasporti
La strada principale di China fa parte della strada prefettizia 84 di Kagoshima. L'unico aeroporto dell'isola, chiamato aeroporto di Okinoerabu, si trova nel territorio della vicina Wadomari. Un traghetto collega il porto di China con quello di Kagoshima, il capoluogo della prefettura, situato nella grande isola di Kyūshū, a circa 18 ore di navigazione.

## Economia
Tra le colture più diffuse vi sono la canna da zucchero, la patata e le arachidi. Molto praticata è anche la floricoltura. Nel territorio comunale vi sono 1.958 ettari di aree coltivate. In sviluppo è il turismo. La mancanza di posti di lavoro ha provocato l'emigrazione di parte degli abitanti.

## Cultura
Una delle tradizioni di China è la particolare danza del leone, probabilmente portata nel XVIII secolo dalle isole di Okinawa. Un'altra danza folkloristica è la Daija-Odori (大蛇踊り? lett. danza del grande serpente), durante la quale un pupazzo raffigurante un serpente viene sospeso nell'aria e manovrato con dei fili dall'alto al ritmo della musica di un tamburo taiko e di un sanshin, caratteristico banjo a 3 corde delle Okinawa.
Tra le pietanze indigene più popolari vi è il tofu-misozuke, preparato con del tofu essiccato al sole e cotto in una zuppa di miso. Negli ultimi tempi si usa aggiungere al piatto il kimchi, verdure fermentate speziate della tradizione culinaria coreana molto popolari in tutto il Giappone. L'albero simbolo della cittadina è il banyan, mentre fiore simbolo è l'hibiscus, entrambi scelti nel 1982.
A China si parla un dialetto della lingua amami, considerata una delle lingue ryukyuane. Lingua madre è anche il giapponese, idioma ufficiale insegnato nelle scuole.
Nel comune vi sono 5 asili, 5 scuole elementari, 2 scuole medie ed una scuola superiore chiamata Okinoerabu, fondata nel 1949 con la fusione delle precedenti scuole superiori di China e di Wadomari, i cui campus fanno entrambi parte della scuola Okinoerabu. Vi è anche una biblioteca comunale.

## Altre attività
Nel territorio comunale vi sono 2 cliniche mediche, 4 cliniche dentali ed un ospedale. La base delle Forze di autodifesa giapponesi (自衛隊?, Jieitai) di Ōyama si trova a 10 minuti di autobus dal centro abitato, vicino al campeggio Ōyama.